# Nastro d'Argento
Nastro d'Argento (Stříbrná stuha) je ocenění italské kinematografie pravidelně udělovaná od roku 1946 SNGCI (Národní svaz italských filmových novinářů).
Ceny jsou udíleny:

## Nastro d'Argento - režie
- 1946 - Roberto Rossellini - Roma città aperta
- 1947 - Roberto Rossellini - Paisà
- 1948 - Pietro Germi - Gioventù perduta
- 1949 - Vittorio De Sica - Zloději kol
- 1950 - Augusto Genina - Cielo sulla palude
- 1951 - Alessandro Blasetti - Prima comunione
- 1952 - Renato Castellani - Due soldi di speranza
- 1953 - Luigi Zampa - Processo alla città
- 1954 - Federico Fellini - I vitelloni
- 1955 - Federico Fellini - Silnice
- 1956 - Michelangelo Antonioni - Le amiche
- 1957 - Pietro Germi - Il ferroviere
- 1958 - Federico Fellini - Cabiriiny noci
- 1959 - Pietro Germi - L'uomo di paglia
- 1960 - Roberto Rossellini - Il generale Della Rovere
- 1961 - Luchino Visconti - Rocco e i suoi fratelli
- 1962 - Michelangelo Antonioni - La notte
- 1963 - Nanni Loy - Le quattro giornate di Napoli, Francesco Rosi - Salvatore Giuliano
- 1964 - Federico Fellini - 8½
- 1965 - Pier Paolo Pasolini - Il vangelo secondo Matteo
- 1966 - Antonio Pietrangeli - Io la conoscevo bene
- 1967 - Gillo Pontecorvo - La battaglia di Algeri
- 1968 - Elio Petri - A ciascuno il suo
- 1969 - Franco Zeffirelli - Romeo e Giulietta
- 1970 - Luchino Visconti - La caduta degli déi
- 1971 - Elio Petri - Indagine su un cittadino al di sopra di ogni sospetto
- 1972 - Luchino Visconti - Morte a Venezia
- 1973 - Bernardo Bertolucci - Ultimo tango a Parigi
- 1974 - Federico Fellini - Amarcord
- 1975 - Luchino Visconti - Gruppo di famiglia in un interno
- 1976 - Michelangelo Antonioni - Povolání: Reportér
- 1977 - Valerio Zurlini - Il deserto dei Tartari
- 1978 - Paolo e Vittorio Taviani - Padre padrone
- 1979 - Ermanno Olmi - L'albero degli zoccoli
- 1980 - Federico Fellini - La città delle donne
- 1981 - Francesco Rosi - Tre fratelli
- 1982 - Marco Ferreri - Erekce, ejakulace, exhibice a další příběhy obyčejného šílenství
- 1983 - Paolo e Vittorio Taviani - La notte di San Lorenzo
- 1984 - Pupi Avati - Una gita scolastica, Federico Fellini - E la nave va
- 1985 - Sergio Leone - Tenkrát v Americe
- 1986 - Mario Monicelli - Speriamo che sia femmina
- 1987 - Ettore Scola - La famiglia
- 1988 - Bernardo Bertolucci - Poslední císař
- 1989 - Ermanno Olmi - La leggenda del santo bevitore
- 1990 - Pupi Avati - Storie di ragazzi e di ragazze
- 1991 - Gianni Amelio - Porte aperte
- 1992 - Gabriele Salvatores - Středozemí
- 1993 - Gianni Amelio - Il ladro di bambini
- 1994 - Nanni Moretti - Caro diario
- 1995 - Gianni Amelio - Lamerica
- 1996 - Giuseppe Tornatore - L'uomo delle stelle
- 1997 - Maurizio Nichetti - Luna e l'altra
- 1998 - Roberto Benigni - Život je krásný
- 1999 - Giuseppe Tornatore - La leggenda del pianista sull'oceano
- 2000 - Silvio Soldini - Pane e tulipani
- 2001 - Nanni Moretti - La stanza del figlio
- 2002 - Marco Bellocchio - L'ora di religione
- 2003 - Gabriele Salvatores - Jáma
- 2004 - Marco Tullio Giordana - La meglio gioventù
- 2005 - Gianni Amelio - Le chiavi di casa
- 2006 - Michele Placido - Romanzo criminale
- 2007 - Giuseppe Tornatore - La sconosciuta
- 2008 - Paolo Virzì - Tutta la vita davanti
- 2009 - Paolo Sorrentino - Il divo
- 2010 - Paolo Virzì - La prima cosa bella
- 2011 - Nanni Moretti - Máme papeže!
- 2012 - Paolo Sorrentino - This Must Be the Place
- 2013 - Giuseppe Tornatore - La migliore offerta
- 2014 - Paolo Virzì - Il capitale umano
- 2015 - Paolo Sorrentino' - Mládí
- 2016 - Paolo Virzì - La pazza gioia

## Nastro d'Argento – herec v hlavní roli
- 1946 – Andrea Cecchi – Due lettere anonime
- 1947 – Amedeo Nazzari – Il bandito
- 1948 – Vittorio De Sica – Cuore
- 1949 – Massimo Girotti – In nome della legge
- 1950 – (neuděleno)
- 1951 – Aldo Fabrizi – Prima comunione
- 1952 – Totò – Guardie e ladri
- 1953 – Renato Rascel – Il cappotto
- 1954 – Nino Taranto – Anni facili
- 1955 – Marcello Mastroianni – Giorni d'amore
- 1956 – Alberto Sordi – Lo scapolo
- 1957 – (neuděleno)
- 1958 – Marcello Mastroianni – Le notti bianche
- 1959 – Vittorio Gassman – Zmýlená neplatí
- 1960 – Alberto Sordi – La grande guerra
- 1961 – Marcello Mastroianni – Sladký život
- 1962 – Marcello Mastroianni – Divorzio all'italiana
- 1963 – Vittorio Gassman – Il sorpasso
- 1964 – Ugo Tognazzi – Una storia moderna - L'ape regina
- 1965 – Saro Urzì – Sedotta e abbandonata
- 1966 – Nino Manfredi – Questa volta parliamo di uomini
- 1967 – Totò – Uccellacci e uccellini
- 1968 – Gian Maria Volonté – A ciascuno il suo
- 1969 – Ugo Tognazzi – La bambolona
- 1970 – Nino Manfredi – Nell'anno del Signore
- 1971 – Gian Maria Volontè – Indagine su un cittadino al di sopra di ogni sospetto
- 1972 – Riccardo Cucciola – Sacco e Vanzetti
- 1973 – Giancarlo Giannini – Mimì metallurgico ferito nell'onore
- 1974 – Giancarlo Giannini - Film d'amore e d'anarchia
- 1975 – Vittorio Gassman – Profumo di donna
- 1976 – Michele Placido – Marcia trionfale
- 1977 – Alberto Sordi – Un borghese piccolo piccolo
- 1978 – Nino Manfredi – In nome del papa re
- 1979 – Flavio Bucci – Ligabue
- 1980 – Nino Manfredi – Café express
- 1981 – Vittorio Mezzogiorno – Tre fratelli
- 1982 – Ugo Tognazzi – La tragedia di un uomo ridicolo
- 1983 – Francesco Nuti – Io, Chiara e lo scuro
- 1984 – Carlo Delle Piane – Una gita scolastica
- 1985 – Michele Placido – Pizza connection
- 1986 – Marcello Mastroianni – Ginger e Fred
- 1987 – Roberto Benigni – Mimo zákon
- 1988 – Marcello Mastroianni – Oci ciornie
- 1989 – Gian Maria Volontè – L'Œuvre au noir
- 1990 – Vittorio Gassman – Lo zio indegno
- 1991 – Marcello Mastroianni – Verso sera
- 1992 – Roberto Benigni – Johnny Stecchino
- 1993 – Diego Abatantuono – Puerto escondido
- 1994 – Paolo Villaggio – Il segreto del bosco vecchio
- 1995 – Alessandro Haber' – La vera vita di Antonio H.
- 1996 – Sergio Castellitto – L'uomo delle stelle
- 1997 – Leonardo Pieraccioni – Il ciclone
- 1998 – Roberto Benigni – Život je krásný
- 1999 – Giancarlo Giannini – La stanza dello scirocco
- 2000 – Silvio Orlando – Preferisco il rumore del mare
- 2001 – Stefano Accorsi – Falešné vztahy
- 2002 – Sergio Castellitto – L'ora di religione
- 2003 - Neri Marcorè – Il cuore altrove], Gigi Proietti – Febbre da cavallo – La mandrakata
- 2004 – Alessio Boni, Fabrizio Gifuni, Luigi Lo Cascio, Andrea Tidona – La meglio gioventù, Roberto Herlitzka – Buongiorno notte
- 2005 – Toni Servillo – Le conseguenze dell'amore
- 2006 – Pierfranceso Favino, Kim Rossi Stuart, Claudio Santamaria – Romanzo criminale
- 2007 – Silvio Orlando – Il caimano
- 2008 – Toni Servillo – La ragazza del lago
- 2009 – Toni Servillo – Il divo
- 2010 - Elio Germano – La nostra vita, Christian De Sica – Il figlio più piccolo
- 2011 – Kim Rossi Stuart – Vallanzasca – Gli angeli del male
- 2012 – Pierfrancesco Favino – CAB – All Cops Are Bastards, Romanzo di una strage
- 2013 – Aniello Arena – Reality
- 2014 – Fabrizio Bentivoglio, Fabrizio Gifuni – Il capitale umano
- 2015 – Alessandro Gassmann – Il nome del figlio, I nostri ragazzi
- 2016 – Stefano Accorsi' – Veloce come il vento
- 2017 – Renato Carpentieri –  La tenerezza
- 2018 – Marcello Fonte, Edoardo Pesce – Dogman

## Nastro d'Argento – herečka v hlavní roli
- 1946 – Clara Calamai – L'adultera
- 1947 – Alida Valli – Eugenia Grandet
- 1948 – Anna Magnani – L'onorevole Angelina
- 1949 – Anna Magnani – Zázrak
- 1950 – (neuděleno)
- 1951 – Pier Angeli – Domani è troppo tarde
- 1952 – Anna Magnani – Bellissima
- 1953 – Ingrid Bergman – Europa '51
- 1954 – Gina Lollobrigida – Pane, amore e fantasia
- 1955 – Silvana Mangano – L'oro di Napoli
- 1956 – (neuděleno)
- 1957 – Anna Magnani – Suor Letizia
- 1958 – Giulietta Masina – Cabiriiny noci
- 1959 – (neuděleno)
- 1960 – Eleonora Rossi Drago – Estate violenta
- 1961 – Sophia Loren – Horalka
- 1962 – (neuděleno)
- 1963 – Gina Lollobrigida – Venere imperiale
- 1964 – Silvana Mangano – Il proccesso di Verona
- 1965 – Claudia Cardinale – ragazza di Bube
- 1966 – Giovanna Ralli – La fuga
- 1967 – Lisa Gastoni – Svegliati e uccidi
- 1968 – (neuděleno)
- 1969 – Monica Vitti – La ragazza con la pistola
- 1970 – Paola Pitagora – Senza sapere niente di lei
- 1971 – Ottavia Piccolo – Metello
- 1972 – Mariangela Melato – La classe operaia va in paradiso
- 1973 – Mariangela Melato – Mimì metallurgico ferito nell'onore
- 1974 – Laura Antonelli – Malizia
- 1975 – Lisa Gastoni – Amore amaro
- 1976 – Monica Vitti – L'anatra all'arancia
- 1977 – Mariangela Melato – Caro Michele
- 1978 – Sophia Loren – Zvláštní den
- 1979 – Mariangela Melato – Dimenticare Venezia
- 1980 – Ida De Benedetto – Immacolata e concetta – l'altra gelosia
- 1981 – Mariangela Melato – Aiutami a sognare
- 1982 – Eleonora Giorgi – Borotalco
- 1983 – Giuliana De Sio – Io, Chiara e lo scuro
- 1984 – Lida Broccolino – Una gita scolastica
- 1985 – Claudia Cardinale – Claretta
- 1986 – Giulietta Masina – Ginger e Fred
- 1987 – Valeria Golino – Storia d'amore
- 1988 – Ornella Muti – Io e mia sorella
- 1989 – Ornella Muti – Codice privato
- 1990 – Virna Lisi – Buon natale...Buon anno
- 1991 – Margherita Buy – La stazione
- 1992 – Francesca Neri – Pensavo fosse amore invece era un calesse
- 1993 – Antonella Ponziani – Verso sud
- 1994 – Chiara Caselli – Dove siete? Io sono qui
- 1995 – Sabrina Ferilli – La bella vita
- 1996 – Anna Bonaiuto – L'amore molesto
- 1997 – Iaia Forte – Luna e l'altra
- 1997 – Virna Lisi – Va' dove ti porta il cuore
- 1998 – Francesca Neri – Carne trémula
- 1999 – Giovanna Mezzogiorno – Del perduto amore
- 2000 – Licia Maglietta – Pane e tulipani
- 2001 – Margherita Buy – Falešné vztahy
- 2002 – Valeria Golino – Respiro
- 2003 – Giovanna Mezzogiorno, Ilaria Alpi – Il più crudele dei giorni, Okno naproti
- 2004 – Adriana Asti, Sonia Mergamasco, Maya Sansa, Jasmine Trinca – La meglio gioventù
- 2005 – Laura Morante – L'amore è eterno finché dura
- 2006 – Katia Ricciarelli – La seconda notte di nozze
- 2007 – Margherita Buy – Il caimano a Nepříznivý Saturn
- 2008 – Margherita Buy – Giorni e nuvole
- 2009 – Giovanna Mezzogiorno – Vincere
- 2010 – Micaela Ramazzotti, Stefania Sandrelli – La prima cosa bella
- 2011 – Alba Rohrwacher – La solitudine dei numeri primi
- 2012 – Micaela Ramazzotti – Posti in piedi in paradiso a Il cuore grande delle ragazze
- 2013 – Jasmine Trinca – Un giorno devi andare a Miele
- 2014 – Kasia Smutniak – Připoutejte se
- 2015 – Margherita Buy – Mia Madre
- 2016 – Valeria Bruni Tedeschi, Micaela Ramazzotti – La pazza gioia
- 2017 – Jasmine Trinca – Fortunata
- 2018 – Elena Sofia Ricci – Loro
- 2019 - Anna Foglietta - Un giorno all'improvviso
- 2020 - Jasmine Trinca - La dea fortuna
- 2021 - Teresa Saponangelo - Il buco in testa
- 2022 - Teresa Saponangelo - È stata la mano di Dio
- 2023 - Barbara Ronchi - Rapito
- 2024 - Micaela Ramazzotti - Felicità
- 2025 - Valeria Golino – Fuori / Romana Maggiora Vergano – Il tempo che ci vuole

## Nastro d'Argento - začínající režisér
- 1974 - Marco Leto - La villeggiatura
- 1975 - Luigi Di Gianni - Il tempo dell'inizio
- 1976 - Ennio Lorenzini - Quanto è bello lu murire acciso
- 1977 - Giorgio Ferrara - Un cuore simplice
- 1978 - Sergio Nuti - Non contate su di noi
- 1979 - Salvatore Nocita - Ligabue
- 1980 - Maurizio Nichetti - Ratataplan
- 1981 - Massimo Troisi - Ricomincio da tre
- 1982 - Alessandro Benvenuti - Ad ovest di Paperino
- 1983 - Franco Piavoli - Il pianeta azzurro
- 1984 - Gabriele Lavia - Il principe di Homburg
- 1985 - Luciano De Crescenzo - Così parló Bellavista
- 1986 - Enrico Montesano - A me mi piace
- 1987 - Giuseppe Tornatore - Il camorrista
- 1988 - Carlo Mazzacurati - Notte italiana
- 1990 - Ricky Tognazzi - Piccoli equivoci
- 1991 - Sergio Rubini - La stazione
- 1992 - Antonio Capuano - Vito e gli altri
- 1993 - Mario Martone - Morte di un matematico napoletano
- 1994 - Pappi Corsicato - Libera
- 1995 - Paolo Virzì - La bella vita
- 1996 - Sandro Baldoni - Strane storie
- 1997 - Roberto Cimpanelli - Un inverno freddo freddo
- 1998 - Roberta Torre - Tano da morire
- 1999 - Luciano Ligabue - Radiofreccia
- 2000 - Alessandro Piva - LaCapaGira
- 2001 - Alex Infascelli - Almost blue
- 2002 - Paolo Sorrentino - L'uomo in più
- 2004 - Franco Battiato - Perdutoamor
- 2005 - Saverio Costanzo - Private
- 2006 - Francesco Munzi - Saimir

## Nastro d'Argento - kamera
- 2000 - Dante Spinotti - The Insider
- 2001 - Fabio Olmi - Il mestiere delle armi
- 2002 - Luca Bigazzi - Brucio nel vento
- 2003 - Italo Petriccione - Io non ho paura

## Nastro d'Argento - scénář
- 2000 - Leondeff - Soldini' - Pane e tulipani
- 2001 - Luigi Marchionei - Il mestiere delle armi
- 2002 - Andrea Crisanti - Il consiglio d'Egitto
- 2003 - Dante Ferretti - Gangy New Yorku

## Nastro d'Argento - výprava
- 2000 - Dante Ferretti - Al di là della vita / Titus
- 2001 - Claudio Fava, Monica Zapelli e Marco Tullio Giordana - I cento passi'
- 2002 - Cristina Comencini, Lucilla Schiaffino, Giulia Calenda - Il più pel giorno della mia vita
- 2003 - Gabriele Muccino, Heidrun Schleef - Ricordati di me

## Nastro d'Argento - střih
- 2000 - Carla Simoncelli - Canone inverso
- 2001 - Claudio Di Mauro - L'ultimo bacio
- 2002 - Francesca Calvelli - No man's land
- 2003 - Marco Spoletini - Velocità massima

## Nastro d'Argento - píseň
- 2001 - Carmen Consoli - L'ultimo bacio
- 2002 - Gianna Nannini - Momo
- 2003 - Giorgia - Gocce di memoria

## Nastro d'Argento - hudba
- 1947 - Renzo Rossellini - Paisà
- 1948 - Renzo Rossellini - Bratři Karamazovi
- 1949 - Alessandro Cicognini - Zloději kol
- 1950 - Roman Vlad za celoživotní dílo
- 1951 - Giovanni Fusco - Story of a Love Affair
- 1952 - Mario Nascimbene - Rome 11 o'clock
- 1953 - Valentino Bucchi - Febbre di vivere
- 1954 - Mario Zafred - Chronicle of Poor Lovers
- 1955 - Angelo Francesco Lavagnino - Continente perduto
- 1956 - Angelo Francesco Lavagnino - Vertigine bianca
- 1957 - Nino Rota - War and Peace
- 1958 - Nino Rota - Le notti bianche
- 1959 - Carlo Rustichelli - L'uomo di paglia
- 1960 - Mario Nascimbene - Violent Summer
- 1961 - Giovanni Fusco - L'avventura
- 1962 - Giorgio Gaslini - La notte
- 1963 - Piero Piccioni - Salvatore Giuliano
- 1964 - Nino Rota - 8½
- 1965 - Ennio Morricone - A Fistful of Dollars
- 1966 - Armando Trovajoli - Sette uomini d'oro
- 1967 - Carlo Rustichelli - L'armata Brancaleone
- 1968 - Mario Nascimbene - Pronto... c'è una certa Giuliana per te
- 1969 - Nino Rota - Romeo and Juliet
- 1970 - Ennio Morricone - Metti una sera a cena
- 1971 - Selvio Cipriani - The Anonymous Venetian
- 1972 - Ennio Morricone - Sacco and Vanzetti
- 1973 - Guido De Angelis, Maurizio De Angelis - ...Più forte ragazzi!
- 1974 - Tony Renis - Blu gang vissero per sempre felici e ammazzati
- 1975 - Giancarlo Chiaramello - Orlando furioso
- 1976 - Adriano Celentano - Yuppi Du
- 1977 - Fred Bongusto - Oh Serafina
- 1978 - Armando Trovajoli - A Special Day
- 1979 - Nino Rota - Prova d'orchestra
- 1980 - Fred Bongusto - La cicala
- 1981 - Riz Ortolani - Aiutami a sognare
- 1982 - Lucio Dalla, Fabio Liberatori - Borotalco
- 1983 - Angelo Branduardi - State buoni... se potete
- 1984 - Riz Ortolani - Una gita scolastica
- 1985 - Ennio Morricone - Once Upon a Time in America
- 1986 - Tony Esposito - Un complicato intrigo di donne vicoli e delitti
- 1987 (ex aequo)
  - Armando Trovajoli - La famiglia
  - Riz Ortolani - L'inchiesta
  - Giovanni Nuti - Stregati
- 1988 - Ennio Morricone - Gli Intoccabili
- 1989 - Eugenio Bennato, Carlo D'Angi - Cavalli si nasce
- 1990 - Claudio Mattone - Scugnizzi
- 1991 - Nicola Piovani - La voce della luna, In nome del popolo sovrano, Il male oscuro a Il sole anche di notte
- 1992 - Pino Daniele - Pensavo fosse amore invece era un calesse
- 1993 - Manuel De Sica - Al lupo al lupo
- 1994 - Federico De Robertis - Sud
- 1995 - Luis Enríquez Bacalov - Il postino
- 1996 - Lucio Dalla - Al di là delle nuvole
- 1997 - Paolo Conte - La freccia azzurra
- 1998 - Nino D'Angelo - Tano da morire
- 1999 - Eugenio Bennato - La stanza dello scirocco
- 2000 - Ennio Morricone - Canone inverso
- 2001 - Ennio Morricone - Malèna
- 2002 - Edoardo Bennato - Il principe e il pirata
- 2003 - Nicola Piovani - Pinocchio
- 2004 - Paolo Fresu - L'isola
- 2005 - Banda Osiris - Primo amore
- 2006 - Louis Siciliano, Roy Paci, Fabio Barovero, Simone Fabroni - La febbre
- 2007 - Ennio Morricone - Neznámá (La sconosciuta)
- 2008 - Paolo Buonvino - Caos calmo

## Nastro d'Argento - námět
- 2000 - Silvia Tortora - Un uomo perbene
- 2001 - Ferzan Özpetek a Gianni Romoli - Falešné vztahy
- 2002 - Marco Bellocchio - L'ora di religione
- 2003 - Ferzan Özpetek, Gianni Romoli - Okno naproti

## Nastro d'Argento - herec ve vedlejší roli
- 1946 - Gino Cervi - Le miserie del signor Travet
- 1947 - Massimo Serato - Il sole sorge ancora
- 1948 - Nando Bruno - Il delitto di Giovanni Episcopo
- 1949 - Saro Urzì - In nome della legge
- 1950 - (neuděleno)
- 1951 - Umberto Spadaro - Il brigante Musolino
- 1952 - (neuděleno)
- 1953 - Gabriele Ferzetti - La provinciale
- 1954 - Alberto Sordi - I vitelloni
- 1955 - Paolo Stoppa - L'oro di Napoli
- 1956 - Memmo Carotenuto - Il bigamo
- 1957 - Peppino De Filippo - Totò, Peppino e i fuorilegge
- 1958 - Andrea Checchi - Parola di ladro
- 1959 - Nino Vingelli - La sfida
- 1960 - Claudio Gora - Un maledetto imbroglio
- 1961 - Enrico Maria Salerno - La lunga notte del '43
- 1962 - Salvo Randone -  L'assassino
- 1963 - Romolo Valli -  Una storia milanese
- 1964 - Folco Lulli -  I compagni
- 1965 - Leopoldo Trieste - Sedotta e abbandonata
- 1966 - Ugo Tognazzi - Io la conoscevo bene
- 1967 - Gastone Moschin - Signore & signori
- 1968 - Gabriele Ferzetti - A ciascuno il suo
- 1969 - Ettore Mattia - La pecora nera
- 1970 - Umberto Orsini - La caduta degli dei, Fanfulla - Satyricon
- 1971 - Romolo Valli - Il giardino dei Finzi-Contini
- 1973 - Mario Carotenuto- Lo scopone scientifico
- 1974 - Turi Ferro - Malizia
- 1975 - Aldo Fabrizi' - C'eravamo tanto amati
- 1976 - Ciccio Ingrassia - Todo modo
- 1977 - Romolo Valli - Un borghese piccolo piccolo
- 1978 - Carlo Bagno - In nome del Papa Re
- 1979 - Vittorio Mezzogiorno - Il giocattolo
- 1980 - Tomas Milian - La luna
- 1981 - Massimo Girotti - Passione d'amore
- 1982 - Paolo Stoppa - Il marchese del Grillo
- 1983 - Tino Schirinzi - Sciopèn
- 1984 - Leo Gullotta - Mi manda Picone
- 1985 - Leopoldo Trieste - Enrico IV
- 1986 - Gastone Moschin - Amici miei atto III
- 1987 - Diego Abatantuono - Regalo di Natale
- 1988 - Enzo Cannavale - 32 dicembre
- 1989 - Fabio Bussotti - Francesco
- 1990 - Alessandro Haber - Willy signori e vengo da lontano
- 1991 - Ennio Fantastichini - Porte aperte
- 1992 - Paolo Bonacelli - Johnny Stecchino
- 1993 - Renato Carpentieri - Puerto Escondido]
- 1994 - Alessandro Haber - Per amore, solo per amore
- 1995 - Marco Messeri - Con gli occhi chiusi
- 1996 - Leopoldo Trieste - L'uomo delle stelle
- 1997 - Gianni Cavina - Festival
- 1998 - Giustino Durano - Život je krásný
- 1999 - všetci herci - La cena
- 2000 - Felice Andreasi - Pane e tulipani
- 2001 - Giancarlo Giannini - Hannibal
- 2002 - Leo Gullotta - Vajont
- 2003 - Diego Abatantuono - Io non ho paura
- 2004 - Arnoldo Foà - Gente di Roma
- 2005 - Raffaele Pisu - Le conseguenze dell'amore
- 2006 - Carlo Verdone - Manuale d'amore
- 2007 - Alessandro Haber - La sconosciuta, Le rose del deserto
- 2008 - Alessandro Gassman - Caos calmo
- 2009 - Ezio Greggio - Il papà di Giovanna
- 2010 - Ennio Fantastichini - Mine vaganti, Luca Zingaretti - Il figlio più piccolo, La nostra vita
- 2011 - Giuseppe Battiston - La passione, Figli delle stelle, Senza arte né parte
- 2012 - Marco Giallini - Posti in piedi in paradiso, ACAB - All Cops Are Bastards
- 2013 - Carlo Verdone - La grande bellezza
- 2014 - Carlo Buccirosso, Paolo Sassanelli - Song'e Napule
- 2015 - Claudio Amendola - Noi e la Giulia
- 2016 - Luca Marinelli - Lo chiamavano Jeeg Robot
- 2017 - Alessandro Borghi - Fortunata, Il più grande sogno

## Nastro d'Argento - herečka ve vedlejší roli
- 1946 - Anna Magnani - Roma città aperta
- 1947 - Ave Ninchi - Vivere in pace
- 1948 - Vivi Gioi - Caccia tragica
- 1949 - Giulietta Masina - Senza pietà
- 1950 - (neuděleno)
- 1951 - Giulietta Masina - Luci del varietà
- 1952 - (neuděleno)
- 1953 - (neuděleno)
- 1954 - Elisa Cegani - Tempi nostri
- 1955 - Tina Pica - Pane, amore e gelosia
- 1956 - Valentina Cortese - Le amiche
- 1957 - Marisa Merlini - Tempo di villeggiatura
- 1958 - Franca Marzi - Cabiriiny noci
- 1959 - Dorian Gray - Mogli pericolose
- 1960 - Cristina Gaioni - Nella città l'inferno
- 1961 - Didi Perego - Kapò
- 1962 - Monica Vitti - La notte
- 1963 - Regina Bianchi -  Le quattro giornate di Napoli
- 1964 - Sandra Milo -  8½
- 1965 - Tecla Scarano - Matrimonio all'italiana
- 1966 - Sandra Milo - Giulietta degli spiriti
- 1967 - Olga Villi - Signore & signori
- 1968 - Maria Grazia Buccella - Ti ho sposato per allegria
- 1969 - Pupella Maggio - Il medico della mutua
- 1970 - (neuděleno)
- 1971 - Francesca Romana Coluzzi - Venga a prendere il caffè da noi
- 1972 - Marina Berti - La Califfa, Silvana Mangano - Morte a Venezia
- 1973 - Lea Massari - La prima notte di quiete
- 1974 - Adriana Asti - Una breve vacanza
- 1975 - Giovanna Ralli - C'eravamo tanto amati
- 1976 - Maria Teresa Albani - Per le antiche scale
- 1977 - Adriana Asti - L'eredità Ferramonti
- 1978 - Virna Lisi - Al di là del bene e del male
- 1979 - Lea Massari - Cristo si è fermato a Eboli
- 1980 - Stefania Sandrelli - La terrazza
- 1981 - Ida Di Benedetto- Fontamara
- 1982 - Claudia Cardinale - La pelle
- 1984 - Monica Scattini - Lontano da dove
- 1985 - Marina Confalone - Così parlò Bellavista
- 1986 - Isa Danieli - Un complicato intrigo di donne, vicoli e delitti
- 1987 - Ottavia Piccolo - La famiglia
- 1988 - Elena Sofia Ricci - Io e mia sorella
- 1989 - Stefania Sandrelli - Mignon è partita
- 1990 - Nancy Brilli - Piccoli equivoci
- 1991 - Zoe Incrocci - Verso sera
- 1992 - Ilaria Occhini- Benvenuti in casa Gori
- 1993 - Paola Quattrini - Fratelli e sorelle
- 1994 - Milena Vukotic - Fantozzi in paradiso
- 1995 - Virna Lisi - La Reine Margot
- 1996 - Regina Bianchi - Camerieri
- 1997 - Lucia Poli - Albergo Roma
- 1998 - celé obsadenia - Tano da morire
- 1999 - Stefania Sandrelli - La cena
- 2000 - Marina Massironi - Pane e tulipani
- 2001 - Stefania Sandrelli - L'ultimo bacio
- 2002 - Margherita Buy, Virna Lisi, Sandra Ceccarelli - Il più bel giorno della mia vita
- 2003 - Monica Bellucciová - Ricordati di me
- 2004 - Margherita Buy - Caterina va in città
- 2005 - Giovanna Mezzogiorno - L'amore ritorna
- 2006 - Angela Finocchiaro - La bestia nel cuore
- 2007 - Ambra Angiolini - Nepříznivý Saturn
- 2008 - Sabrina Ferilli - Tutta la vita davanti
- 2009 - Francesca Neri - Il papà di Giovanna
- 2010 - Isabella Ragonese - La nostra vita, Due vite per caso, Elena Sofia Ricci, Lunetta Savino - Mine vaganti
- 2011 - Carolina Crescentini - Boris - Il film e 20 sigarette
- 2012 - Michela Cescon - Romanzo di una strage
- 2013 - Sabrina Ferilli - La grande bellezza
- 2014 - Paola Minaccioni - Allacciate le cinture
- 2015 - Micaela Ramazzotti - Il nome del figlio
- 2016 - Greta Scarano - Suburra
- 2017 - Sabrina Ferilli - Omicidio all'italiana, Carla Signoris - Lasciati andare

## Nastro d'Argento - kostýmy
- 2000 - A. Anni - A. Spiazzi - Tè con Mussolini
- 2001 - Francesca Sartori - Il mestiere delle armi
- 2002 - Alessandro Lai e Alberto Moretti - Senso 45
- 2003 - Maurizio Millenotti - Ma che colpa abbiamo noi

## Nastro d'Argento - zahraniční film
- 2000 - Sam Mendes - Americká krása (American Beauty)
- 2001 - Stephen Daldry - Billy Elliot
- 2002 - Robert Altman - Gosford Park
- 2003 - Roman Polański - Pianista

## Nastro d'Argento - zvláštní ocenění
- 2000 - Tom Cruise
- 2001 - Armando Trovajoli
- 2002 - Omaggio Amendola, Ferruccio Amendola
- 2003 - Luis Bacalov, Carlo Verdone

## Nastro d'Argento - evropské ocenění
- 2000 - Claudia Cardinale
- 2001 - Emir Kusturica
- 2002 - Pedro Almodóvar
- 2003 - neuděleno
- 2004 - Fanny Ardant
- 2005 - Malcolm McDowell
- 2006 - Barbora Bobuľová